# Boissy-Fresnoy
Pour les articles homonymes, voir Boissy.
Boissy-Fresnoy est une commune française située dans le département de l'Oise en région Hauts-de-France.

## Géographie

### Description
La commune est traversée par la route nationale 2 qui a été mise en 2 x 2 voies à la fin des années 2010, rendant difficile l'accès au village,. Elle est également traversée par le tracé initial de l'ancienne Route nationale 322 (actuelle RD 922).

### Communes limitrophes
| Ormoy-Villers      |                      | Levignen |
| Péroy-les-Gombries | Boissy-Fresnoy       | Betz     |
|                    | Villers-Saint-Genest |          |

### Géologie
Le substrat profond est un calcaire lutétien grossier (affleurant dans les bas de Rouville et de Lévignen), propice à une agriculture intensive qui explique que les boisement ont très tôt presque disparus sur ces zones. Le Lutécien  est un étage de l'Éocène qui s'étend de 47,8 à 41,3 millions d'années.
Mais des sols acides et siliceux (reliques de l'ère tertiaire) sont encore présents sur la butte résiduelle de sables auversiens et de grès de Beauchamp, qui repose sur  une couche de Marne parfois mélangée de calcaire lutécien,  puis sur une couche de calcaire lutécien pur abritant la nappe phréatique du Lutétien).
Sur les hauteurs sableuses les sols superficiels sont de type « lessivés », de type « podzoliques » ou « sols bruns acides ». Le substrat sableux et parsemés de zones de grès et localement en périphérie de taches argileuses. Non loin de Boissy-Fresnoy les grès ont laissé (mais moins qu'à Fontainebleau) des rocs aux formes inhabituelles qui étaient des points de repères et qui ont marqué la toponymie (Pierre à Tablettes ; Pierre aux Loups, Pierre aux Corbeaux, Pierre Foucart sur Rouville ; Pierre au Coq ; Pierre Glissoire ; Pierre Couloire et « Pierre Sorcière », ou « Sortière » du bois des Braies (citée dans l'Annuaire du département de 1843, comme « la Pierre Shortière sur laquelle on vient signer les contrats de mariage).

### Hydrographie
La commune est située dans le bassin Seine-Normandie. Elle n'est drainée par aucun cours d'eau,.

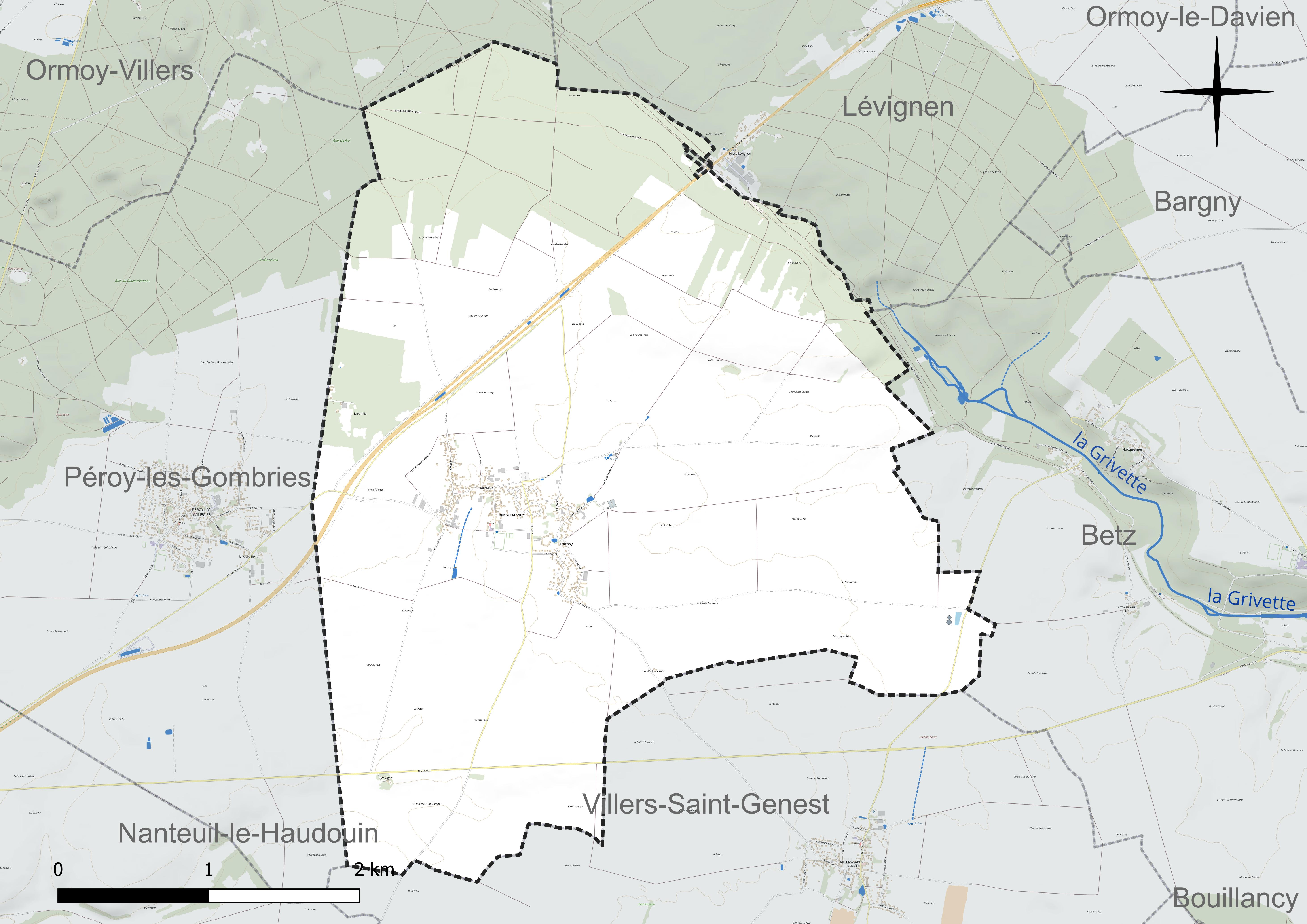
Réseau hydrographique de Boissy-Fresnoy.

### Climat
Pour des articles plus généraux, voir Climat des Hauts-de-France et Climat de l'Oise.
En 2010, le climat de la commune est de type climat océanique dégradé des plaines du Centre et du Nord, selon une étude du CNRS s'appuyant sur une série de données couvrant la période 1971-2000. En 2020, Météo-France publie une typologie des climats de la France métropolitaine dans laquelle la commune est exposée à un climat océanique altéré et est dans la région climatique  Nord-est du bassin Parisien, caractérisée par un ensoleillement médiocre, une pluviométrie moyenne régulièrement répartie au cours de l'année et un hiver froid (3 °C). 
Pour la période 1971-2000, la température annuelle moyenne est de 10,7 °C, avec une amplitude thermique annuelle de 15 °C. Le cumul annuel moyen de précipitations est de 720 mm, avec 11 jours de précipitations en janvier et 8,4 jours en juillet. Pour la période 1991-2020, la température moyenne annuelle observée sur la station météorologique la plus proche, située sur la commune du Plessis-Belleville à 11 km à vol d'oiseau, est de 11,4 °C et le cumul annuel moyen de précipitations est de 661,7 mm,. Pour l'avenir, les paramètres climatiques de la commune estimés pour 2050 selon différents scénarios d'émission de gaz à effet de serre sont consultables sur un site dédié publié par Météo-France en novembre 2022.

### Milieux naturels et biodiversité
Le nom de la commune laisse penser quelle abritait autrefois une frênaie ou de nombreux frênes (espèce aujourd'hui menacée par la chalarose du frêne).
Le nord-est de la commune abrite une partie du Bois-du-Roi, classé ZNIEFF de type 1 et ZPS (zone de protection spéciale pour les oiseaux) et ZICO (Zone importante pour la conservation des oiseaux). Ce bois est pour l'essentiel privé. Ce site de grand intérêt écopaysager s'inscrit dans un ensemble plus vaste dénommé dans un ensemble dénommé Forêts picardes : massif des Trois Forêts et bois du Roi.

## Urbanisme

### Typologie
Au 1er janvier 2024, Boissy-Fresnoy est catégorisée bourg rural, selon la nouvelle grille communale de densité à sept niveaux définie par l'Insee en 2022.
Elle est située hors unité urbaine. Par ailleurs la commune fait partie de l'aire d'attraction de Paris, dont elle est une commune de la couronne,. 

### Occupation des sols
L'occupation des sols de la commune, telle qu'elle ressort de la base de données européenne d'occupation biophysique des sols Corine Land Cover (CLC), est marquée par l'importance des territoires agricoles (77,2 % en 2018), une proportion identique à celle de 1990 (77,2 %). La répartition détaillée en 2018 est la suivante : 
terres arables (77,2 %), forêts (19,9 %), zones urbanisées (2,9 %). L'évolution de l'occupation des sols de la commune et de ses infrastructures peut être observée sur les différentes représentations cartographiques du territoire : la carte de Cassini (XVIIIe siècle), la carte d'état-major (1820-1866) et les cartes ou photos aériennes de l'IGN pour la période actuelle (1950 à aujourd'hui).

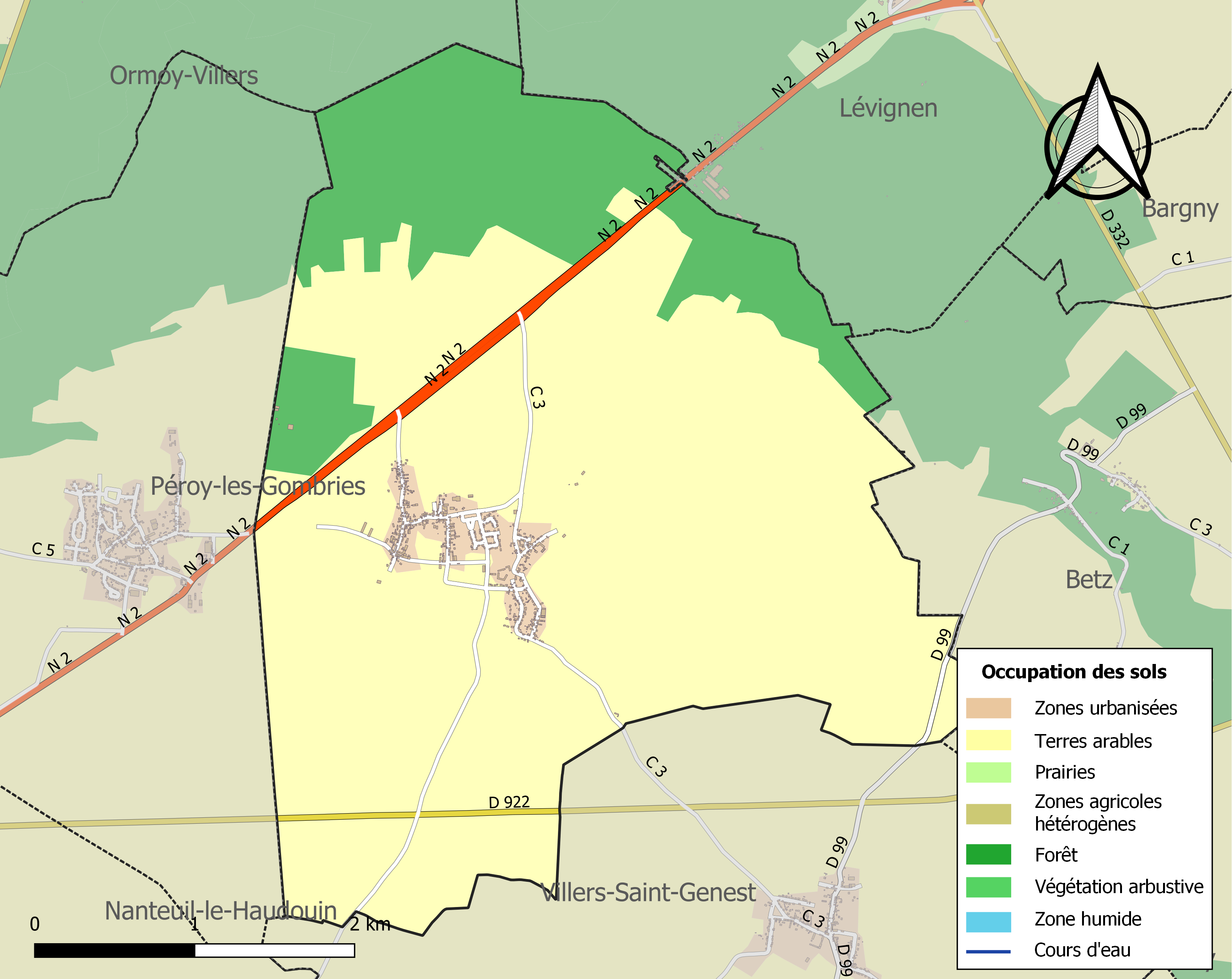
Carte des infrastructures et de l'occupation des sols de la commune en 2018 (CLC).

### Habitat et logement
En 2018, le nombre total de logements dans la commune était de 375, alors qu'il était de 363 en 2013 et de 327 en 2008.
Parmi ces logements, 93,1 % étaient des résidences principales, 0,5 % des résidences secondaires et 6,4 % des logements vacants. Ces logements étaient pour 95,7 % d'entre eux des maisons individuelles et pour 4,3 % des appartements.
Le tableau ci-dessous présente la typologie des logements à Boissy-Fresnoy en 2018 en comparaison avec celle de l'Oise et de la France entière. Une caractéristique marquante du parc de logements est ainsi une proportion de résidences secondaires et logements occasionnels (0,5 %) inférieure à celle du département (2,5 %) mais supérieure à celle de la France entière (9,7 %). Concernant le statut d'occupation de ces logements, 81,8 % des habitants de la commune sont propriétaires de leur logement (82,1 % en 2013), contre 61,4 % pour l'Oise et 57,5 pour la France entière.
| Typologie                                               | Boissy-Fresnoy | Oise | France entière |
| ------------------------------------------------------- | -------------- | ---- | -------------- |
| Résidences principales (en %)                           | 93,1           | 90,4 | 82,1           |
| Résidences secondaires et logements occasionnels (en %) | 0,5            | 2,5  | 9,7            |
| Logements vacants (en %)                                | 6,4            | 7,1  | 8,2            |

### Voies de communication et transports
La commune est desservie, en 2023, par les lignes 693, 6402 et 6411 du réseau interurbain de l'Oise.

## Toponymie
Boissy est attesté sous les formes de Buisseiio (vers 1195) ; Bussy (vers 1200) ; Boissiacum (1230) ; Boissy les Gombries (XVe) ; boissy en combrie (1524) ; Boissy en Gombrie (1536) ; boissy les combriez (1551) ; Boissy le Gombrils (1667) ; Boissi les Gombries (1764) ; Boissy-Fresnoy (1840).

Le nom de Boissy provient du latin buxetum (« ensemble de buis »).
Fresnoy, ancien hameau de la commune, est attesté sous les formes apud frenoy (1182) ; Freneium (1230) ; Fresnoy de Gombria (1283) ; Fresnoy oultre les bois (1376) ; Fresnoy les Gombries (XVe) ; Fresnoy-Boissy (vers 1517) ; Fresnois en Gombries (XVIe) ; Fresnoy le Gombrils (1667) ; Frenoy lès Gombries (1764) ; Fresnoy les Gombries (1789) ; Fresnoy (1944). De l'oïl fresnoi, « lieu planté de frênes ».

Le déterminant complémentaire, "Les Gombries", des formes anciennes, fait référence à une petite région, petite partie du Multien, près de Boissy-Fresnoy, attesté sous les formes in foresta gobrie (vers 1200) ; Galerus dogier gruier de nemoribus de Goimbrie (vers 1260) ; de Gombria (1283) ; in foresta Gobriae (XIIIe) ; mes bois de gonbrie (1376) ; Gombries (XVe) ; terres et bruyeres des Gombries (XVIe) ; Gombrilz (XVIIe) ; Gombrils (1667).

## Histoire
La seigneurie de Boissy est la propriété du XVe au XVIIe siècle de la famille de Paris. Cette famille, issue de la grande bourgeoisie marchande de Paris (premier contribuable de Paris sous Louis XI), a préféré s'établir au début du XVIe siècle à Forfry, sachant qu'elle possédait par ailleurs le seigneurie d'Eve[réf. nécessaire].
La commune de Boissy, instituée par la Révolution française, absorbe dès 1790-1794 celle de Frenoy (qui étaient les deux paroisses d'Ancien Régime de Boissy-lès-Gombries et Fresnoy-lès-Gombries) et prend son nom actuel de Fresnoy-Boissy.

## Politique et administration

### Rattachements administratifs et électoraux

#### Rattachements administratifs
La commune se trouve depuis 1926 dans l'arrondissement de Senlis du département de l'Oise.
Elle faisait partie depuis 1793 du canton de Nanteuil-le-Haudouin. Dans le cadre du redécoupage cantonal de 2014 en France, cette circonscription administrative territoriale a disparu, et le canton n'est plus qu'une circonscription électorale.

#### Rattachements électoraux
Pour les élections départementales, la commune fait partie depuis 2014 d'un  nouveau  canton de Nanteuil-le-Haudouin
Pour l'élection des députés, elle fait partie de la quatrième circonscription de l'Oise.

### Intercommunalité
Boissy-Fresnoy est membre de la communauté de communes du Pays de Valois, un établissement public de coopération intercommunale (EPCI) à fiscalité propre créé fin 1996 et auquel la commune a transféré un certain nombre de ses compétences, dans les conditions déterminées par le code général des collectivités territoriales.

### Liste des maires
| Période                                  | Période      | Identité          | Étiquette | Qualité                                                  |
| ---------------------------------------- | ------------ | ----------------- | --------- | -------------------------------------------------------- |
| Les données manquantes sont à compléter. |              |                   |           |                                                          |
| avant 1981                               |              | Roland Roger      | DVG       |                                                          |
| Les données manquantes sont à compléter. |              |                   |           |                                                          |
| mars 2001                                | mars 2008    | Christian Simar   | DVD       |                                                          |
| mars 2008                                | 2014         | Thierry Filiberti |           |                                                          |
| 2014                                     | 7 juin 2021, | Alain Lépine      |           | Gérant d'une entreprise de menuiserie Décédé en fonction |
| Les données manquantes sont à compléter. |              |                   |           |                                                          |

## Équipements et services publics
La commune a racheté le local de l'ancienne boulangerie, l'unique commerce du village, ce qui a permis sa réouverture en février 2019 après 2 ans de vacance.
Boissy-Fresnoy dispose d'une bibliothèque animée par des bénévoles et qui prête à ses 250 adhérents  livres, CD et DVD et contribue à l'animation du village par des soirées à thème.
Le Hang'arts est un bâtiment de 700 m2 animé par le centre socioculturel des Portes du Valois  destiné à devenir un tiers-lieu qui accueille des cours de cirque et d'autres événements (loto, concerts…), tels qu'un festival de théâtre  organisé en octobre 2019.

## Démographie

### Évolution démographique
L'évolution du nombre d'habitants est connue à travers les recensements de la population effectués dans la commune depuis 1793. Pour les communes de moins de 10 000 habitants, une enquête de recensement portant sur toute la population est réalisée tous les cinq ans, les populations de référence des années intermédiaires étant quant à elles estimées par interpolation ou extrapolation. Pour la commune, le premier recensement exhaustif entrant dans le cadre du nouveau dispositif a été réalisé en 2007.

En 2022, la commune comptait 955 habitants, en évolution de −6,28 % par rapport à 2016 (Oise : +0,87 %, France hors Mayotte : +2,11 %).
| 1793 | 1800 | 1806 | 1821 | 1831 | 1836 | 1841 | 1846 | 1851 |
| ---- | ---- | ---- | ---- | ---- | ---- | ---- | ---- | ---- |
| 542  | 590  | 566  | 627  | 695  | 713  | 653  | 622  | 600  |

| 1856 | 1861 | 1866 | 1872 | 1876 | 1881 | 1886 | 1891 | 1896 |
| ---- | ---- | ---- | ---- | ---- | ---- | ---- | ---- | ---- |
| 568  | 545  | 544  | 502  | 515  | 444  | 449  | 403  | 398  |

| 1901 | 1906 | 1911 | 1921 | 1926 | 1931 | 1936 | 1946 | 1954 |
| ---- | ---- | ---- | ---- | ---- | ---- | ---- | ---- | ---- |
| 419  | 445  | 449  | 410  | 486  | 493  | 431  | 547  | 474  |

| 1962 | 1968 | 1975 | 1982 | 1990 | 1999 | 2006 | 2007 | 2012  |
| ---- | ---- | ---- | ---- | ---- | ---- | ---- | ---- | ----- |
| 449  | 478  | 433  | 494  | 634  | 799  | 886  | 899  | 1 015 |

| 2017 | 2022 | - | - | - | - | - | - | - |
| ---- | ---- | - | - | - | - | - | - | - |
| 999  | 955  | - | - | - | - | - | - | - |

### Pyramide des âges
La population de la commune est relativement jeune.
En 2018, le taux de personnes d'un âge inférieur à 30 ans s'élève à 40,4 %, soit au-dessus de la moyenne départementale (37,3 %). À l'inverse, le taux de personnes d'âge supérieur à 60 ans est de 13 % la même année, alors qu'il est de 22,8 % au niveau départemental.
En 2018, la commune comptait 500 hommes pour 485 femmes, soit un taux de 50,76 % d'hommes, légèrement supérieur au taux départemental (48,89 %).
Les pyramides des âges de la commune et du département s'établissent comme suit.
| Hommes | Classe d’âge | Femmes |
| ------ | ------------ | ------ |
| 0,4    | 90 ou +      | 0,0    |
| 3,2    | 75-89 ans    | 4,0    |
| 8,7    | 60-74 ans    | 9,8    |
| 22,7   | 45-59 ans    | 22,1   |
| 23,0   | 30-44 ans    | 25,2   |
| 17,1   | 15-29 ans    | 15,2   |
| 24,9   | 0-14 ans     | 23,7   |

| Hommes | Classe d’âge | Femmes |
| ------ | ------------ | ------ |
| 0,5    | 90 ou +      | 1,4    |
| 5,5    | 75-89 ans    | 7,6    |
| 15,6   | 60-74 ans    | 16,3   |
| 20,8   | 45-59 ans    | 20     |
| 19,4   | 30-44 ans    | 19,4   |
| 17,6   | 15-29 ans    | 16,2   |
| 20,6   | 0-14 ans     | 19,1   |

## Culture locale et patrimoine

### Lieux et monuments

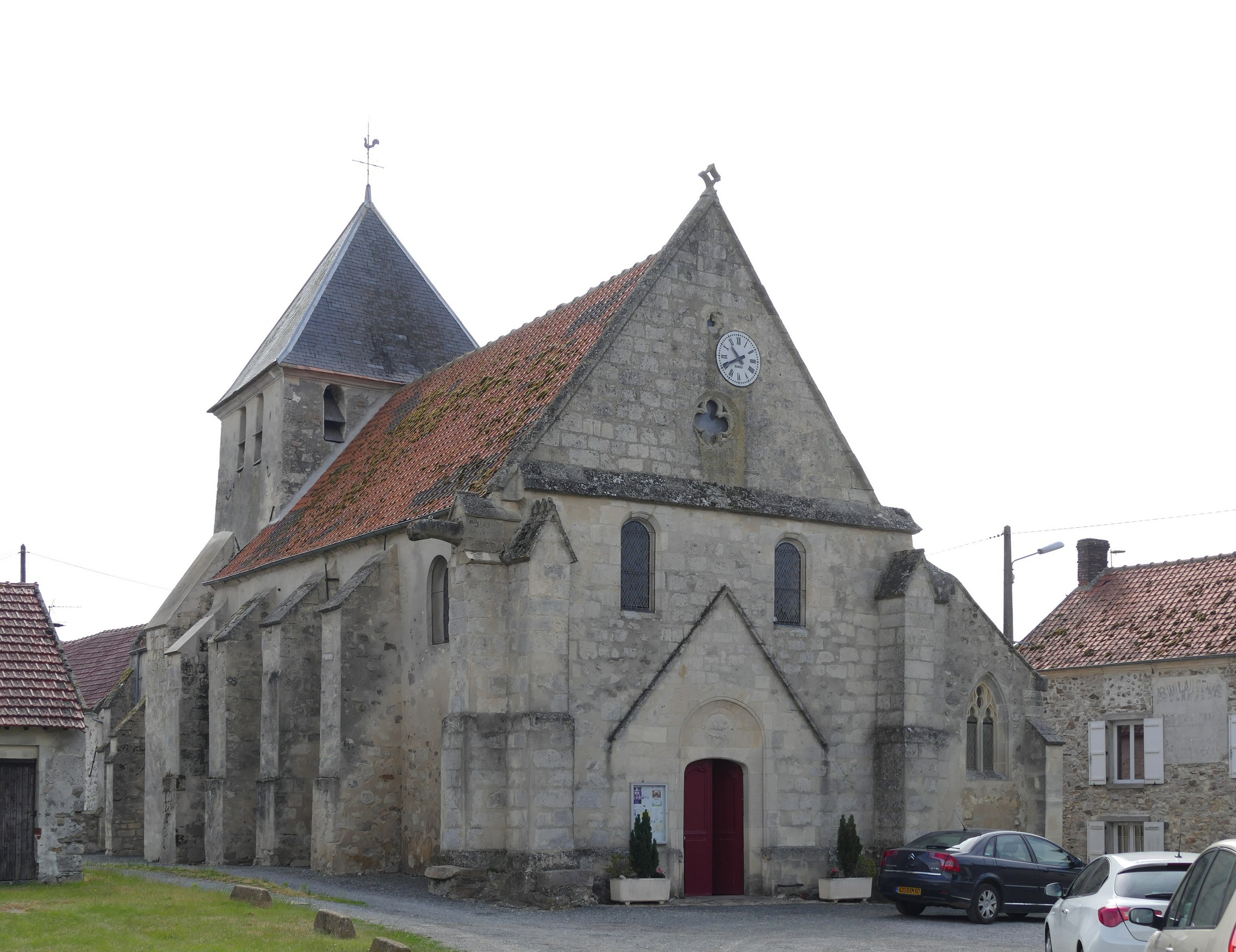
L'église Saint-Étienne.

- Église Saint-Étienne, dont la première travée de la nef date du XIIe siècle, qui supporte le clocher, plus récent. Cette travée communique avec le reste de la nef par avec la nef par une arcade en plein cintre à ressaut. Le chapiteau qui la reçoit au nord est décoré de deux masques crachant des rinceaux. Une chapelle de deux travées, comprenant une fenêtre à deux lancettes trilobées surmontées d'un quadrilobe inscrit dans un cercle de style gothique flamboyant, est construite du XIIIe siècle au sud du chœur, très remaniée, ainsi que  le chœur au XVIe siècle. la nef est dotée du  bas-côté sud  de style gothique tardif au début du XVIIIe siècle[34]

- Un moignon subsiste de l'ancienne église Saint-Pierre de Fresnoy, écroulée en 1816, et qui était peut-être une partie du clocher[34].
- Calvaire breton à Fresnoy, près de la chapelle. La date de son édification est inconnue.

### Personnalités liées à la commune
- René Séné, fusillé par les Allemands pendant la Seconde Guerre mondiale[réf. nécessaire].